# Parafia św. Jana Chrzciciela w Magnuszewie
Parafia św. Jana Chrzciciela w Magnuszewie – jedna z 8 parafii rzymskokatolickich dekanatu głowaczowskiego diecezji radomskiej. Erygowana w 1377 roku.

## Historia
W 1377 roku Świętosław Magnuszewski uzyskał od księcia mazowieckiego Siemowita III prawa miejskie. W tym czasie istniał już drewniany kościół i erygowano parafię. W 1655 roku kościół został spalony podczas Potopu Szwedzkiego. W 1758 roku zbudowano kolejny drewniany kościół, ale również został spalony dwadzieścia lat później. W latach 1786–1787 zbudowano obecny murowany kościół, według projektu arch. Joachima Hempla, z fundacji Konstancji z Czartoryskich Zamoyskiej, który w 1821 roku konsekrował bp Adam Prosper Burzyński pw. św. Jana Chrzciciela. Podczas I wojny światowej kościół został uszkodzony, a następnie staraniem ks. Tomasza Krauzera odnowiony. W latach 1972–1975 kościół był gruntownie restaurowany. 
12 lipca 2025 roku proboszcz parafii ks. Krzysztof Dukielski został mianowany biskupem pomocniczym diecezji radomskiej. Zgodnie z komunikatem z 6 sierpnia, duchowny zwrócił się do papieża Leona XIV z prośbą o zwolnienie go z urzędu, która została przyjęta.

## Proboszczowie
| Lata      | Proboszcz                                   |
| --------- | ------------------------------------------- |
|           | ks. Jakób Zawisza                           |
|           | ks. Stanisław Giżycki                       |
|           | ks. Mikołaj Kalinowski                      |
|           | ks. Stanisław Kośmider                      |
|           | ks. Franciszek Turowski                     |
|           | ks. Józef Głuchowski                        |
|           | ks. Józef Jan z Wiel. Paluchowa Paluchowski |
|           | ks. Wojciech Starszewski                    |
|           | ks. Ambroży Kubalski                        |
|           | ks. Paweł z Gózdu Gozdzki                   |
|           | ks. Jakób Kucharski                         |
|           | ks. Stanisław Wojciech Maliszewski          |
|           | ks. Jan Rzońca                              |
|           | ks. Justyn Zaręba-Skrzyński                 |
|           | ks. Leon Zachorski                          |
|           | ks. Jacek Woryński                          |
|           | ks. Józef Mączewski                         |
|           | ks. Wincenty Łubek                          |
|           | ks. Szymon Pióro                            |
| 1917–1946 | ks. Tomasz Kruzer                           |
| 1946–1948 | ks. Aleksander Paduszyński                  |
| 1948–1953 | ks. Piotr Wysocki                           |
| 1953–1967 | ks. Józef Czuba                             |
| 1967–1968 | ks. Wacław Krzysztofik                      |
| 1968–2001 | ks. prał. Jan Roguś                         |
| 2001–2007 | ks. kan. Florian Rafałowski                 |
| 2007–2021 | ks. kan. Szczepan Iskra                     |
| 2021–2025 | ks. Krzysztof Dukielski                     |
| od 2025   | ks. Karol Piłat                             |

## Siostry Służki Najświętszej Maryi Panny Niepokalanej
W 1905 roku przybyły do Magnuszewa Siostry Służki Maryi Niepokalanej, które posługiwały w parafii. W 1920 roku powstała ochronka dla dzieci. W 1936 roku siostry rozpoczęły prowadzić stołówkę żywnościową i prowadzić gospodarstwo rolne. Przed II wojną światową, staraniem wiernych siostry pozostały w Magnuszewie. Podczas wojny siostry sporo ucierpiały wskutek działań wojennych. W 1982 roku Dom Zakonny otrzymał nowe miejsce po dawnej wikarówce.

## Zasięg parafii
Do parafii należą wierni z miejscowości: Aleksandrów, Bożówka, Dębowola, Grzybów, Kępa Skórecka, Kurki, Latków, Magnuszew, Osiemborów, Ostrów, Przewóz Stary, Przewóz Tarnowski, Przydworzyce, Trzebień, Tyborów, Urszulin, Wilczkowice Dolne, Wilczowola, Wola Magnuszewska, Wólka Tarnowska, Żelazna Nowa, Żelazna Stara.